# Tribraque
Le tribraque est dans la métrique, et spécialement en métrique antique, un pied composé de trois syllabes brèves et noté ainsi : | ∪ ∪ ∪ |. Son étymologie grecque le montre : τρίβραχυς, tríbrachys, vient de τρεῖς, trêis, « trois », et de l’adjectif βραχύς, brachýs, « bref ».

## Rythme ascendant et descendant
« À  partir de l'iambe  | ∪ — | on obtient le  tribraque   de rythme ascendant », à savoir  | ∪ + '∪ ∪ |. « À partir  du trochée  | — ∪ | on  obtient  le tribraque  de rythme  descendant », à savoir  | '∪ + ∪ ∪ |. Le tribraque peut donc souvent remplacer ces deux pieds.